# 김재호 (민족통일촉진회)
김재호(金在浩, 1914년 9월 28일-1976년 7월 6일)는 의열단 활동을 한 대한민국의 독립유공자이다. 민족통일촉진회의 대표최고위원을 지냈다.
민족통일촉진회 창립 대표 발기인, 대표최고위원

## 생애
- 1914.9.2 전라남도 나주군에서 출생

- 1933년 난징에서 의열단이 세운 간부학교에 입학

- 의열단이 세운 간부학교 제2기로 졸업 후 지하공작원으로 활동

- 조선민족혁명당[2] 창립에 주도적으로 참여

- 1937년에 중일 전쟁이 발발하자 산시 성 일대에서 선무공작에 종사

- 1941년에는 조선의용대에 입대, 조선의용대 제1지대 제1전구 사령부에서 복무[3]

- 김구가 대한민국 임시정부 선전부를 구성시 15인의 선전위원 중 한 명

- 1942년부터 발행 선전부 부 주임도 겸임, 임시의정원 전라도 의원으로도 선출

- 1943년 임시정부 내무부 사회과장[4]

- 1944년 임시정부 총무과장 등을 지냈다

- 1969년 삼선개헌반대범국민투쟁위원회 지도위원으로 참여

- 1971. 8. 15 유석현[5], 박진묵 중심의 민족정기회와 김재호 김지환[6] 중심의 민족정기수호회의 통합결의[7]

- 1972. 2. 25정석해(鄭錫海) 연세대 명예교수와 함석헌(咸錫憲) 이강훈 이동화(李東華)화 함께 민족통일촉진회 대표 발기[8]

- 제4공화국에서 유신헌법을 반대하는 민주회복국민선언에 독립유공자를 대표하여 참여

- 사망 후인 1980년에 건국포장을 추서[9]

## 상훈
- 1990년에 건국훈장 애국장[10]이 추서